# Sacha Llorenti

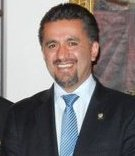
Sacha Llorenti (2013)

Sacha Sergio Llorenti Soliz (* 13. März 1972 in Cochabamba) ist ein bolivianischer Politiker. Er war Innenminister seines Landes im Kabinett von Evo Morales.
Sacha Llorenti trat am 27. September 2011 von seinem Posten als Innenminister zurück. Grund war ein gewaltsamer Polizeieinsatz gegen protestierende Amazonas-Indianer zwei Tage zuvor, der Empörung hervorgerufen hatte. Die Indianer wollten gegen ein Straßenbauprojekt durch das Natur- und Indigenenschutzgebiet Isiboro-Secure protestieren. Tags zuvor war Verteidigungsministerin Cecilia Chacón aus Protest zurückgetreten, und der Straßenbau wurde vorerst ausgesetzt. In der Folge begann die Staatsanwaltschaft mit Ermittlungen gegen Llorenti. Dabei soll unter anderem geklärt werden, wer den Befehl für den Einsatz gegeben hat.